# قصر الدوبارة

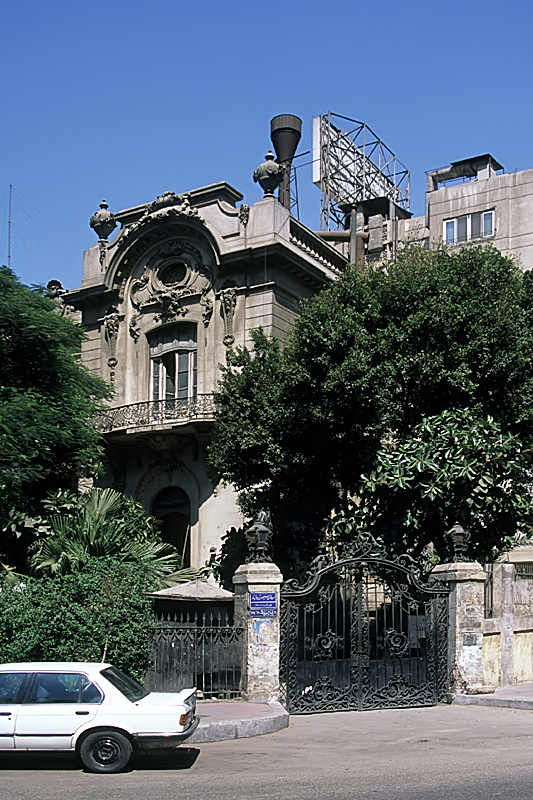
قصر الدوبارة

يقع قصر الدوبارة في ميدان سيمون بوليفار، في الجزء الشمالي من حي جاردن سيتي بوسط القاهرة ، مصر. يُستخدم كمدرسة تابعة للكنيسة الإنجيلية، ويُعرف أيضًا باسم (فيلا كاسداجلي) أو (مدرسة قصر الدوبارة التجريبية للغات حالياً).

## تاريخ القصر
لعب قصر الدوبارة دورًا رئيسيًا في التاريخ المصري الحديث. وقد شهدت العديد من الصراعات والمفاوضات بين الزعماء والسياسيين الملكيين المصريين في القرنين التاسع عشر والعشرين، والقوميين المصريين، وإداريي "الاحتلال الإمبريالي" البريطاني.
على الرغم من أن قصر الدوبارة هو اليوم في الأساس حي للفنادق والمكاتب والبنوك، إلا أنه كان في يوم من الأيام أرقى الأحياء السكنية في القاهرة وموطنًا لعدة أعضاء من العائلة المالكة المصرية الذين بنوا قصورهم هناك، ومن هنا جاءت أسماء قصر النيل، وقصر العالي، وقصر الدوبارة، إلخ.
رقم 1 ميدان قصر الدبارة في أوائل عام 1900 ، ربما حوالي عام 1911. كانت هذه الفيلا هي الوكالة البريطانية و مقر المندوب السامي البريطاني في مصر واحتلها اللورد كرومر المندوب السامي البريطاني في هذه الحقبة ثم سيدي إلدون غورست الذي خلفه في هذا المنصب.
وفي النصف الأول من هذا القرن، كان قصر الدوبارة أيضًا حيًا للسفارات. عندما لم يكن آل كاسداغلي (إيمانويل، ثم أبناؤه لاحقًا: أليكسيس وثيودور) "في المنزل"، كانوا يؤجرون فيلتهم لدبلوماسيين كبار أو وكالات دبلوماسية. في الواقع، كانت السفارة الأمريكية أحد المستأجرين لفيلا كاسداجلي قبل الحرب العالمية الثانية.

## المهندس المعماري المصمم لفيلا كاسداجلي
في شبابه، عمل المهندس المعماري لفيلا كاسداجلي وتدرب لدى عدد من المهندسين المعماريين النمساويين المشهورين بما في ذلك جوزيف فون فيزر ، وأرنولد لوتز ، وفرديناند فيلنر ، وهيرمان هيلمر . من المرجح أن يكون ماتاسيك قد شارك في تصميم العرض المصري لمعرض شيكاغو العالمي عام 1892 (3؟) بناءً على توصية من ماكس هيرز بك، المهندس المعماري الصاعد في البلاط الخديوي. وكان من المقرر أن يكون هذا على شكل مشهد أحد شوارع القاهرة.
ومن شيكاغو، سافر ماتاسيك إلى مصر حيث انضم إلى حكومة باتيجيللي فرير ثم إلى حكومة موريس كاتاوي بك. ومنذ ذلك الحين، التقى ماتاسيك من وقت لآخر بمواطنه النمساوي المجري ومعلمه، هيرز باي. بحلول هذا الوقت، كان هيرز قد ترسخت مكانته بقوة في السجلات المعمارية لمصر بعد أن بنى وترمم وكتب عن العديد من المعالم الأثرية الأكثر تميزًا في القاهرة، بما في ذلك المتحف الإسلامي وبنك كريدي فونسييه في شارع عبد الخالق ثروت. كان كل من حرز بك وتلميذه السابق أعضاء في اللجنة. الحفاظ على آثار الفن العربي.
وبمجرد وصوله إلى مصر، صمم ماتاسيك العديد من المعالم التجارية والسكنية في المدينة. ومن أشهر أعماله المعبد اليهودي (المدرج) رقم 17 بشارع عدلي باشا في وسط القاهرة. ويوجد أيضًا مستشفى رودولف النمساوي المجري في منطقة شبرا الشهيرة الآن. وهناك أيضًا المدرسة الألمانية التي قامت مؤسسة الأهرام، وهي مؤسسة نشر وصحف مملوكة للدولة، بهدم أجزاء منها.
إن ميدان قصر الدبارة (الذي أصبح الآن ميدان سيمون بوليفار) من الممكن أن يصبح أحد أهم المعالم في القاهرة، حيث يجمع بين محرر أمريكا الجنوبية العظيم، وفندق أوروبا الوسطى الذي تم ترميمه، ومسجد عمر مكرم حيث ينعى أثرياء ومشاهير مصر باستمرار، والعديد من بنوك الانفتاح الإقتصادي في مصر، وفندق سميراميس إنتركونتيننتال، ومبنى مجمع التحرير الحكومي المخيف، وهو رمز قوي للبيروقراطية المصرية العملاقة. إنها مقارنة رائعة إذا كان هناك واحد على الإطلاق!

## أنظر أيضاً
- تاريخ مصر الحديثة